# 我想和你唱
《我想和你唱》，原名《梦幻对唱》，是中国大陆湖南卫视推出的一档音乐互动综艺节目，该节目是湖南卫视的原创节目，由制作过《超级女声》、《快乐男声》、《天声一队》的制作人王琴及其团队打造，由汪涵领衔主持，主打专业歌手与普通素人同台合唱。《我想和你唱》每集约90分钟，按季播出。第一季共11期，于2016年3月19日正式立项，2016年4月18日启动录制，2016年5月7日起每週六22:00接档《旋风孝子》播出。第二季共12期，于2017年3月30日启动录制，2017年4月29日起每週六22:00接档《歌手2017》播出。第三季共12期，于2018年4月2日启动录制，2018年4月28日起每週五20:20接档《歌手2018》播出。第四季共8期，于2023年2月17日启动录制，2023年3月3日起每週五22:00接档《会画少年的天空》播出。第五季共12期，于2023年12月23日启动录制，2024年1月26日起每週五22:00接档《我们的美好生活》播出。

## 播出时间
| 所在地   | 电视台      | 播出日期      | 播出时间 |
| -------- | ----------- | ------------- | --- |
| 中国大陆 | 湖南卫视    | 2016年5月7日  | 第一季，每週六22:00播出 |
| 中国大陆 | 湖南卫视    | 2017年4月29日 | 第二季，每週六22:00播出 |
| 中国大陆 | 湖南卫视    | 2018年4月28日 | 第三季，首期节目于週六20:20播出，及后恢复至每週五20:20播出                                                                                        |
| 中国大陆 | 湖南卫视    | 2023年3月3日  | 第四季，每週五22:00播出 |
| 中国大陆 | 湖南卫视    | 2024年1月26日 | 第五季，每週五22:00播出 |
| 香港     | J5          | 2017年2月26日 | 第一季，每週日17:15播出 |
| 马来西亚 | Astro QJ    | 2017年4月29日 | 第二季，每週六22:00与湖南卫视同步播出 |
| 马来西亚 | Astro QJ    | 2018年4月28日 | 第三季，每週六22:00与湖南卫视同期播出 |
| 马来西亚 | Astro QJ    | 2024年1月26日 | 第五季，每週五22:00与湖南卫视同步播出 |
| 新加坡   | HUB都会台   | 2017年4月29日 | 第二季，每週六22:45与湖南卫视同日播出 |
| 新加坡   | HUB都会台   | 2018年4月28日 | 第三季，首期节目于週六23:00播出，及后于每週五20:20与湖南卫视同步播出                                                                              |
| 新加坡   | HUB都会台   | 2023年4月7日  | 第四季，每週五20:00播出 |
| 新加坡   | HUB都会台   | 2024年3月15日 | 第五季，每週五20:00播出，5月6日起改为每週一20:00播出                                                                                              |
| 新加坡   | 新传媒U频道 | 2017年5月6日  | 第一季，每週六19:00播出 |
| 臺灣     | 卫视中文台  | 2017年6月18日 | 第一季，每週日19:00播出 |
| 臺灣     | 中天综合台  | 2018年3月31日 | 第二季，每週六20:00播出 |
| 臺灣     | 中天综合台  | 2019年4月20日 | 第三季，每週六20:00播出，5月11日起改为每週六22:00播出，播出顺序与原版略有不同                                                                     |
| 美国     | 天下卫视    | 2018年4月28日 | 第三季，首期节目于太平洋时间週六21:00播出，及后于太平洋时间每週五21:00与湖南卫视24小时内同日播出，最后一期节目在洛杉矶改为太平洋时间週六21:00播出 |

## 赛制
每週将有1—3位明星上传自己的合唱征集视频，观众可通过全民K歌、唱吧等平台参与视频合唱，还可以通过各大线上线下合作平台参与报名。
在第一季，节目组会从每位明星的参与者中选出六位来到派对现场，六位当中视频点赞数排名前三者可通过现场竞演争夺与明星同台合唱的机会，明星将会从中选择一位作为派对的演唱搭档进行合唱，每週的派对现场还会评出最受欢迎的草根嗨唱达人给予音乐奖励。
在第二季，节目组会从三位明星的参与者中选出一百位来到派对现场，舞台亦将为他们设置专门区域，百人嗨唱团作为一方阵营可随时与明星进行互动。同时，为配合百人嗨唱团的到来，节目模式也进行了全新升级，取消了第一季中原有的“6进3”环节，取而代之的是通过百人即兴互动然后现场宣布三位进入第一轮合唱，之后的“3对1合唱”、“明星3选1”以及“1对1圆梦合唱”等环节则与第一季相同，而评选最受欢迎的草根嗨唱达人环节则被取消。
第三季则会在互动性和音乐性上作出全新升级，并新增「Call Out」、「十秒同框合唱」与「想唱KTV」三个星素互动环节。此外，派对主人韩红也将与每期的音乐大来宾共同完成音乐上的合作。
第四季的赛制整体上回归第二季，并将第三季的“十秒同框合唱”升级为“百人合唱”。此外，主持人汪涵还将走出演播厅，每期探访一组特别的素人嘉宾，寻找生活中的歌者，并邀请他们参与节目录制。
第五季在“百人合唱”之后新增“30人合唱”，并取消了“明星3选1”与“1对1圆梦合唱”两个环节，其他沿袭第四季。
每週的派对现场都会设置一个由4—8人组成的鉴客团（荐乐团），负责帮助明星挑选他们的演唱搭档。

## 节目列表

### 第一季
| 集数 | 播出日期      | 嘉宾                       |
| ---- | ------------- | -------------------------- |
| 1    | 2016年5月7日  | 容祖儿、陶喆、凤凰传奇     |
| 2    | 2016年5月14日 | 羽泉、A-Lin、萧敬腾        |
| 3    | 2016年5月21日 | 杨宗纬、小沈阳、黄绮珊     |
| 4    | 2016年5月28日 | 杨钰莹、好妹妹乐队、古巨基 |
| 5    | 2016年6月4日  | 苏见信、黄小琥、韩红       |
| 6    | 2016年6月11日 | 黄龄、林志炫、李克勤       |
| 7    | 2016年6月18日 | 张韶涵、费玉清、周笔畅     |
| 8    | 2016年6月25日 | 曹格、光良、任贤齐         |
| 9    | 2016年7月2日  | 大张伟、徐佳莹、薛之谦     |
| 10   | 2016年7月9日  | 吴克群、辛晓琪、张杰       |
| 11   | 2016年7月16日 | 张信哲、萧亚轩、韩磊       |

### 第二季
| 集数 | 播出日期      | 嘉宾                     |
| ---- | ------------- | ------------------------ |
| 1    | 2017年4月29日 | 谭咏麟、蔡国庆、孙燕姿   |
| 2    | 2017年5月6日  | 叶倩文、胡彦斌、迪玛希   |
| 3    | 2017年5月13日 | 蔡健雅、赵传、尚雯婕     |
| 4    | 2017年5月20日 | 张碧晨、范玮琪、杨宗纬   |
| 5    | 2017年5月27日 | 袁娅维、梁咏琪、动力火车 |
| 6    | 2017年6月3日  | 杨千嬅、张信哲、张靓颖   |
| 7    | 2017年6月10日 | 谭维维、梁博、彭佳慧     |
| 8    | 2017年6月17日 | 华晨宇、李玟、费玉清     |
| 9    | 2017年6月24日 | 汪苏泷、李玉刚、邓紫棋   |
| 10   | 2017年7月1日  | 林子祥、张智霖、韩磊     |
| 11   | 2017年7月8日  | 陶晶莹、狮子合唱团、胡夏 |
| 12   | 2017年7月15日 | 王俊凯、林忆莲、李宇春   |

### 第三季
| 集数 | 播出日期      | 嘉宾     |
| ---- | ------------- | -------- |
| 1    | 2018年4月28日 | 蔡依林   |
| 2    | 2018年5月4日  | 王源     |
| 3    | 2018年5月11日 | 王力宏   |
| 4    | 2018年5月18日 | 莫文蔚   |
| 5    | 2018年5月25日 | 凤凰传奇 |
| 6    | 2018年6月1日  | 张杰     |
| 7    | 2018年6月8日  | 田馥甄   |
| 8    | 2018年6月15日 | 华晨宇   |
| 9    | 2018年6月22日 | 吴亦凡   |
| 10   | 2018年6月29日 | 李健     |
| 11   | 2018年7月6日  | 梁静茹   |
| 12   | 2018年7月13日 | 林俊杰   |

### 第四季
| 集数 | 播出日期      | 嘉宾               |
| ---- | ------------- | ------------------ |
| 1    | 2023年3月3日  | 苏有朋、王心凌     |
| 2    | 2023年3月10日 | 再就业兄弟团       |
| 3    | 2023年3月17日 | 潘玮柏、周笔畅     |
| 4    | 2023年3月24日 | 华晨宇、新裤子乐队 |
| 5    | 2023年3月31日 | 黄贯中、薛凯琪     |
| 6    | 2023年4月7日  | 大张伟、張棟樑     |
| 7    | 2023年4月14日 | 郁可唯、汪苏泷     |
| 8    | 2023年4月21日 | 王源、杨千嬅       |

### 第五季
| 集数 | 播出日期      | 嘉宾           |
| ---- | ------------- | -------------- |
| 1    | 2024年1月26日 | 李宇春、许美静 |
| 2    | 2024年2月2日  | 任贤齐、张碧晨 |
| 3    | 2024年2月16日 | 龚琳娜、李玖哲 |
| 4    | 2024年2月23日 | 刘雨昕、胡彦斌 |
| 5    | 2024年3月1日  | 王琳凯、       |
| 6    | 2024年3月8日  | 陈小春、李承铉 |
| 7    | 2024年3月15日 | 大张伟、胡夏   |
| 8    | 2024年3月22日 | 陈嘉桦、徐怀钰 |
| 9    | 2024年3月29日 | 黄绮珊、戴佩妮 |
| 10   | 2024年4月5日  | 蘇醒、魏如萱   |
| 11   | 2024年4月12日 | 韩红、陈丽君   |
| 12   | 2024年4月19日 | 陶喆、容祖儿   |

## 奖项纪录
| 年份   | 颁奖典礼                 | 奖项               | 入围                 | 结果 |
| ------ | ------------------------ | ------------------ | -------------------- | ---- |
| 2017年 | 第23届上海电视节白玉兰奖 | 最佳季播电视节目奖 | 《我想和你唱》第一季 | 提名 |